# USS Bailey (DD-269)
«Бейлі» (англ. USS Bailey (DD-269) — військовий корабель, ескадрений міноносець типу «Клемсон» військово-морських сил США та Королівського флоту Великої Британії за часів Другої світової війни.
Есмінець «Бейлі» закладений 3 червня 1918 року на верфі Bethlehem Shipbuilding Corporation у Квінсі, де 5 лютого 1919 року корабель був спущений на воду. 27 червня 1919 року він увійшов до складу ВМС США.

## Історія служби
9 вересня 1940 року переданий за угодою «есмінці в обмін на бази» Королівському ВМФ Великої Британії під назвою «Рідінг» (G71), де проходив службу до кінця війни.
29 червня «Рідінг» виходив на ескорт конвою WS 9B.
У період з березня по липень 1941 року корабель супроводжував конвої в Атлантиці, працюючи з Ліверпуля. У липні 1941 року «Рідінг» приєдналася до Ньюфаундлендської ескортної групи, у складі якої залишався до травня 1942 р. У цій ролі він супроводжував британський лінкор «Принц Уельський» з прем'єр-міністром Вінстоном Черчиллем на борту, який плив на конференцію в Ньюфаундленді. Під час конференції есмінець розгорнули в затоці Пласентія разом з іншими військовими кораблями Королівського флоту та ВМС США. Після зустрічі «Рідінг» відновив ескортування суден в Атлантиці.